# Luis de Borbón-Vendôme (cardenal)
Luis de Borbón-Vendôme  (Ham, 2 de enero de 1493 - Saint-Denis, 12 de marzo de 1557) fue un prelado francés.

## Biografía
Hijo de los condes de Vendôme Francisco de Vendôme y María de Luxemburgo, huérfano de padre desde los dos años, tuvo por hermanos a 
Carlos, que como primogénito heredó los títulos nobiliarios del padre; 
Jacobo, muerto en la infancia; 
Francisco, que fue conde de Saint-Pol y de Chaumont; 
Antonieta, que casó con el duque Claudio I de Guisa y seria abuela de la famosa María Estuardo; 
y Luisa, que fue abadesa de Fontevrault.
Doctorado en el Colegio de Navarra de París, recibió la tonsura en Faremoutiers de manos del cardenal Georges d'Amboise, y con diecisiete años fue nombrado obispo de Laon (y como tal, Par de Francia), con dispensa por no tener la edad canónica; su tío Philippe de Luxembourg ofició su consagración episcopal en mayo de 1517.  
El papa León X le creó cardenal en el consistorio de julio del mismo año. Recibió el título de San Silvestro en Capite; posteriormente optó por los de S. Martino ai Monti (1521), Santa Sabina (1533) y, ya dentro del orden de los cardenales obispos, de Palestrina (1550). 
Fue administrador apostólico de las diócesis de Le Mans entre 1519-1535, Luçon en 1525-27, Tréguier en 1538-1541 y Sens desde 1535 hasta su muerte, abad comendatario de Saint-Denis desde 1529 y de varios monasterios más en Francia a lo largo de su vida —de Saint-Amand en 1518-1526—, gobernador de París e Isla de Francia por delegación del rey Enrique II en 1552 y legado en Saboya en 1555, y participó en los cónclaves de 1521-22, 1523, 1534, 1549-50, abril de 1555 y mayo de 1555 en que fueron elegidos papas respectivamente Adriano VI, Clemente VII, Paulo III, Julio III, Marcelo II y Paulo IV.
Fallecido en 1557 en el Palacio Borbón de la abadía de Saint-Denis a los 64 años de edad, su cuerpo fue sepultado en el coro de la catedral de Laon; su corazón y sus entrañas fueron depositadas en Saint-Denis sobre una columna de pórfido.